# Navalafuente
Navalafuente település Spanyolországban, Madrid tartományban. Navalafuente Cabanillas de la Sierra, Guadalix de la Sierra, Bustarviejo és Valdemanco községekkel határos. Lakosainak száma 1672 fő (2024).

## Népesség
A település népessége az utóbbi években az alábbiak szerint változott:
| Lakosok száma | 588  | 714  | 936  | 1140 | 1220 | 1194 | 10 340 | 1449 | 1574 | 1672 |
|               | 2001 | 2004 | 2007 | 2009 | 2012 | 2014 | 2017   | 2019 | 2022 | 2024 |